# Geoffrey Beyts
Geoffrey Herbert Bruno «Billy» Beyts (17 de enero de 1908 - 13 de diciembre de 2000) fue un oficial del Ejército del Raj británico y funcionario colonial en Kenia.

## Primeros años
Beyts nació en Bhudi, estado de Kutch, India, y se educó en Bowden House School, Seaford, y Wellington College, Berkshire. Luego asistió al Royal Military College, Sandhurst, antes de ingresar en el Ejército indio el 2 de febrero de 1928.

## Carrera militar
Sirvió su primer año en la India con el Regimiento n.º 5 de Infantería, antes de unirse al 3.er Batallón del 6.º de Rifles Rajputana. Sirvió con distinción en Birmania durante la rebelión de Saya San de 1930-1932, y recibió la Cruz Militar en diciembre de 1932. Beyts participó en más acciones en la campaña de Waziristán (1936-1939), antes de asistir al Staff College de Camberley de 1936 a 1937 y trabajar como oficial de estado mayor en la Oficina de Guerra de la Oficina de la India. Al comienzo de la Segunda Guerra Mundial, entrenó compañías independientes en Escocia que participaron en la campaña de Noruega y fue nombrado miembro de la Orden del Imperio Británico en 1941.
En agosto de 1942 regresó a la India como Jefe de Estado Mayor de Colin Hercules Mackenzie, y le ayudó en el establecimiento de la resistencia SOE (posteriormente denominada Fuerza 136). Entre diciembre de 1943 y abril de 1945, Beyts fue comandante de su antigua unidad, el 3.er Batallón del 6.º de Rifles Rajputana durante la Campaña de Birmania, y luego sirvió como comandante de la 62.ª Brigada de Infantería de la India hasta junio de 1945. En mayo de 1945 se le concedió la Orden de Servicio Distinguido. Desde 1946 hasta la independencia de la India en 1947 fue comandante de la Escuela de Infantería de Mhow. 

## Oficial colonial y granjero
Después de abandonar la India en 1947, Beyts estableció una granja lechera en la Kenia británica. Solicitó trabajo en la administración británica allí y se convirtió en comisionado de distrito para el área de Mweiga. Su distrito contenía el Hotel Treetops, y en 1952 Beyts fue responsable de informar a la princesa Isabel que Jorge VI había muerto. Abandonó Kenia en 1962 a raíz del levantamiento Mau Mau.

## Carrera posterior
Siempre activo en muchos ámbitos de la vida, a pesar de su jubilación formal, participó en actividades tales como organizar y ayudar al asentamiento de asiáticos ugandeses desplazados, en la Legión Británica y similares.

## Vida personal

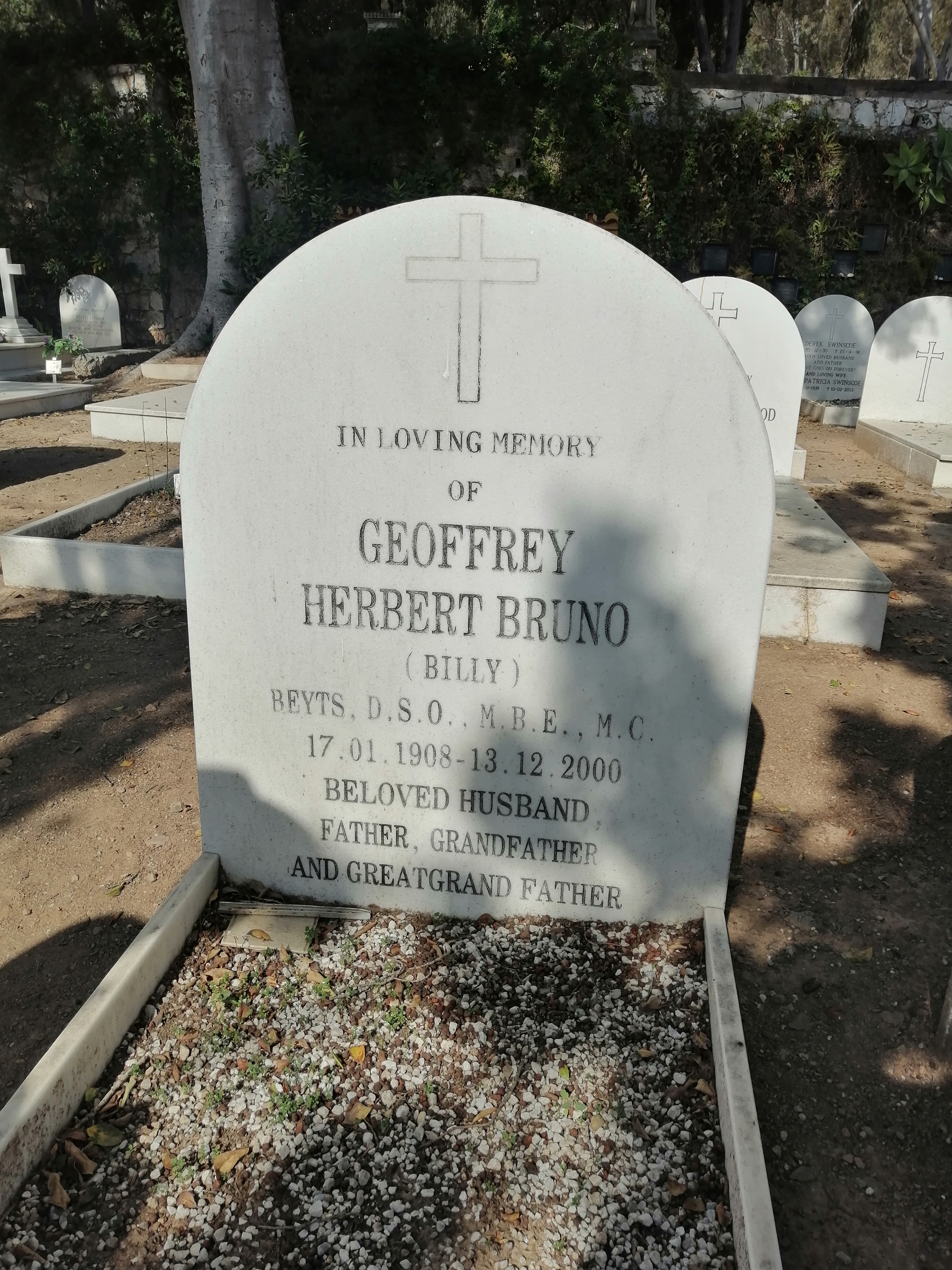
Lápida de Geoffrey Beyts.

Se casó primero, en 1940, con Ruby Scott-Elliot, quien murió en 1980. Juntos tuvieron un hijo y una hija, Nicholas y Vanessa. Se casó, en segundo lugar, con Linda Segrave Daly. Publicó una autobiografía, The King's Salt, en 1983.
Durnate su jubilación, vivió en España, donde falleció, a los 92 años, en 2000.
Geoffrey está enterrado en el Cementerio Inglés de Málaga.